# Pymatuning State Park (Ohio)
Der Pymatuning State Park liegt östlich von Andover im Ashtabula County des US-Bundesstaates Ohio. Gemeinsam mit dem gleichnamigen Pymatuning State Park in Pennsylvania schließt der State Park das seit 1934 aufgestaute Gewässer des Pymatuning Reservoir und die erweiterten Uferbereiche ein. Die Flächenanteile liegen bei 26,8 km² Land und 13,65 km² Wasserfläche bei einer Seehöhe von 305 Metern.
Die Gletscher, die vor über 14.000 Jahren das Gebiet beherrschten, hinterließen eine Hügellandschaft mit Dutzenden von ausgefrästen Mulden, in denen sich das Wasser sammelte und Seen, Teiche, Tümpel oder Sümpfe bildete. Der State Park mit dem Stausee war Marschland mit Sumpfzonen, Auenwäldern, offenen Wasserflächen und einer entsprechenden Artenvielfalt, zu der auch Bären, Wölfe, Adler, viele Wasservögel und größere Bestände von Weymouth-Kiefern gehörten.
Zeitweise war das Gebiet von Indianern der Monongahelas besiedelt, die das Gebiet aus unbekannten Gründen verließen. Zwei ihrer Mounds liegen unter dem jetzigen Pymatuning Reservoir. Die ersten europäischen Siedler waren Pelztierjäger auf der Jagd nach Biberfellen und Holzfäller, die die starken geraden Stämme der Weymouth-Kiefern suchten, die als Schiffsmasten für Segelschiffe geeignet waren.
1933 wurde der ein Staudamm errichtet, um den Zufluss für den Shenango River und den Beaver River regulieren zu können. 1935 erfolgten weitere Landkäufe am Westufer des aufgestauten Pymatuning Reservoirs, 1950 wurde der Pymatuning State Park von der Division of Parks and Recreation umgesetzt. Die Erholungsmöglichkeiten reichen vom Angeln, Fischen und Jagen über Boot fahren, Schwimmen, bis zum Wandern, Radfahren und Natur beobachten.

## Nachweise
1. ↑  http://www.dcnr.state.pa.us/news/resource/res2005/05-0830-pymatuningsp.aspx
2. ↑  Archivierte Kopie (Memento des Originals vom 18. September 2013 im Internet Archive)  Info: Der Archivlink wurde automatisch eingesetzt und noch nicht geprüft. Bitte prüfe Original- und Archivlink gemäß Anleitung und entferne dann diesen Hinweis.